# Avengers: Endgame
Avengers: Endgame er en amerikansk superheltefilm, der er baseret på superheltegruppen Avengers fra Marvel Comics, produceret af Marvel Studios og distribueret af Walt Disney Studios Motion Pictures. Filmen, der er en direkte efterfølger til Avengers: Infinity War fra 2018 og et opfølgende afsnit til The Avengers (2012) og Avengers: Age of Ultron (2015), er den toogtyvende film i Marvel Cinematic Universe (MCU). Filmen er instrueret af Russo brødrene og skrevet af Christopher Markus og Stephen McFeely.
Filmen blev annonceret i oktober 2014 som Avengers: Infinity War - del 2. Brødrene Russo fik regirollen i april 2015, og i maj blev Markus og McFeely ansat til at skrive manuskriptet til filmen. Marvel fjernede i juli 2016 titlen på filmen. Optagelserne blev påbegyndt i januar 2017 på Pinewood Atlanta Studios i Fayette County, Georgia, og foregik parallelt med optagelserne til Avengers: Infinity War. Afsluttende optagelser fandt sted i centrum af Atlanta. Titlen Avengers: Endgame blev annonceret officielt i december 2018.

## Handling
Filmen tager udgangspunkt i hændelserne i forgængeren, Avengers: Infinity War, hvor Thanos udryddede halvdelen af Jordens befolkning og dermed også knækkede Avengers-holdet. Nu samles de resterende helte til et endeligt opgør.

## Rolleliste
- Robert Downey Jr. – Tony Stark / Iron Man[4][5]
- Chris Hemsworth – Thor[6][7]
- Mark Ruffalo – Bruce Banner / Hulk[8][9]
- Chris Evans – Steve Rogers / Captain America[6][10]
- Scarlett Johansson – Natasha Romanoff / Black Widow[11][5]
- Benedict Cumberbatch – Dr. Stephen Strange / Doctor Strange[12]
- Don Cheadle – James "Rhodey" Rhodes / War Machine[13]
- Tom Holland – Peter Parker / Spider-Man[14]
- Chadwick Boseman – T'Challa / Black Panther[15]
- Paul Bettany – Vision[16]
- Elizabeth Olsen – Wanda Maximoff / Scarlet Witch[17]
- Anthony Mackie – Sam Wilson / Falcon[18]
- Sebastian Stan – Bucky Barnes / Winter Soldier[19][7]
- Tom Hiddleston – Loke[20]
- Benedict Wong – Wong[21]
- Pom Klementieff – Mantis[22]
- Karen Gillan – Nebula[23]
- Dave Bautista – Drax the Destroyer[24]
- Zoe Saldana – Gamora[25]
- Bradley Cooper – Rocket[26][27]
- Gwyneth Paltrow – Virginia "Pepper" Potts[28][29]
- Josh Brolin – Thanos[30][31][32]
- Chris Pratt – Peter Quill / Star-Lord[17]
- Jeremy Renner – Clint Barton[33][34][35]
- Evangeline Lilly – Hope van Dyne / Wasp[36]
- Jon Favreau – Harold "Happy" Hogan[28]
- Paul Rudd – Scott Lang / Ant-Man[5]
- Brie Larson – Carol Danvers / Captain Marvel[37][37][38]
- Frank Grillo – Crossbones[39]
- Letitia Wright – Shuri[40]
- Hiroyuki Sanada[41]
- Katherine Langford[42]
- Stan Lee – Cameo[43]

## Udgivelse
Filmen blev udgivet i USA den 26. april 2019 i både IMAX og 3D, og har indtil videre tjent 2,7 milliarder dollars i biograferne på verdensplan.
Filmen fik overvældende positiv kritik fra de amerikanske filmanmeldere, hvor de primært roste instruktionen, manuskriptet, skuespillet (især af Downey JR., Evans, Brolin, Hemsworth, Renner og Johansson), soundtracket og selve kulminationen på hele “Infinity”-sagaen.